# Emetyna
Emetyna – organiczny związek chemiczny, alkaloid występujący w korzeniu ipekakuany. Uzyskiwany jest przez półsyntetyczną metylację kefaliny, innego alkaloidu tej rośliny. Jego działanie pierwotniakobójcze było wykorzystywane do leczenia czerwonki amebowej oraz motylicy wątrobowej. Działanie wykrztuśne i wymiotne emetyny jest powodowane przez silne drażnienie błony śluzowej żołądka. Emetynę podaje się wówczas, gdy leczenie metronidazolem jest nieskuteczne lub przeciwwskazane.

## Działanie niepożądane
Emetyna podawana w dużych dawkach kumuluje się w organizmie i może spowodować uszkodzenia żołądka, wątroby, a nawet zatrzymanie akcji serca. W miejscu wstrzyknięcia może pojawić się ropień.

## Postacie leku
Iniekcje podskórne lub domięśniowe.